# Letteratura araba

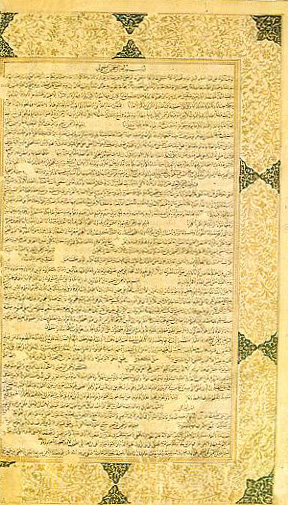
Pagina del Corano (XVIII sec.)

La letteratura araba (in arabo الأدب العربي‎?, al-’adab al-ʿarabī) è l'insieme delle attività indirizzate alla produzione di testi scritti, poetici e in prosa, proprie delle popolazioni che hanno fatto uso nello scritto della lingua araba (della famiglia delle lingue semitiche). Pertanto fanno parte della letteratura araba tutti i testi che, a partire dal VI secolo d.C., sono stati composti e scritti in arabo anche da autori che Arabi non erano.

## Periodo preislamico o Jāhiliyya
La maggior parte della produzione letteraria di questo periodo è databile fra il V e il VI secolo d.C. ed è costituita da componimenti poetici che rispecchiano mentalità e costumi della società, composta sia da nomadi, sia da sedentari della Penisola Arabica e del Vicino Oriente. Tali composizioni, caratterizzate da metrica quantitativa e dall'uso della rima unica, furono composte e trasmesse oralmente per circa due secoli e furono poi raccolte e messe per iscritto da compilatori tra l'VIII e il X secolo.

Si pensa che le composizioni più antiche affrontassero diversi temi: la satira, l'invettiva e il lamento funebre che, in un secondo momento, sarebbero confluiti nella forma poetica della qaṣīda, un'ode poetica politematica e monorima dalla struttura che appare già codificata nell'epoca preislamica.
La qaṣīda, codificata da Ibn Qutayba nel IX secolo, segue uno schema che è stato applicato, in linea di massima, per secoli. Tale forma poetica dunque si apre con un preludio amoroso (nasīb) in cui il poeta piange la perdita dell'amata sui resti dell'accampamento della tribù dalla fanciulla, che, partendo, ha separato la coppia. Segue la sezione del viaggio (rāḥil) in cui il poeta, accompagnato dal suo fido destriero (che in genere è un cammello, maschio o femmina, più raramente un cavallo) attraversa il deserto, descrivendone in modo piuttosto preciso flora, fauna e l'alternarsi di giorno e notte. Giunto alla sua meta, il poeta incontra dei personaggi cui dedica i versi finali del poema, che ne rappresentano il fulcro: spesso l'intento è l'elogio (madīḥ) di un capoclan, o il dileggio (hijāʾ) di un rappresentante di tribù rivali; più raramente è il lamento funebre (rithāʾ). Nella realtà poi la struttura non è stata sempre così rispettata dai poeti che, a seconda delle necessità, se ne sono spesso discostati tanto che, fin dalle origini, abbiamo qaside in cui l'ordine dei temi può variare o in cui uno dei temi codificati può essere assente. D'altronde anche l'ambito politico-sociale in cui agivano i poeti è vario. Infatti abbiamo poeti legati alle tribù nomadi di cui sono i portavoce ma anche poeti che hanno svolto la loro attività presso società arabe come quella dei seminomadi Ghassanidi o la corte di al-Ḥīra dei Lakhmidi.
Sui poeti, appartenenti a tribù delle diverse regioni della Penisola Araba, ci sono giunte notizie e versi tramandati in testi scritti già nei primi secoli dell'epoca islamica. Informazioni sulla cui veridicità a lungo si è discusso fra gli studiosi di Arabistica.

I più importanti sono: 
- Imru l-Qays, autore elegiaco anche di una delle Muʿallaqāt;
- Antara ibn Shaddad, leggendario ed orgoglioso guerriero autore anche di una delle Muʿallaqāt;
- Zuhayr ibn Abi Sulma autore di una delle Muʿallaqāt;
- al-Ḥārith b. Ḥilliza e 'Amr ibn Kulthum, poeti tribali autori ognuno di una delle Muʿallaqāt;
- Ṭarafa, aulico e moraleggiante, di cui è giunto anche un diwan (canzoniere) che comprende anche una delle Muʿallaqāt;
- Ta'abbata Sharran e al-Shanfarā, considerati due poeti avventurieri del deserto;
- Nābighā al-Dhubyānī e al-Aʿshā che vissero presso la corte dei Ghassanidi e a Hira, la capitale dei Lakhmidi;
- ʿAdī ibn Zayd di religione cristiana;
- Samaw'al ibn 'Adiya ebreo della zona Nord-occidentale dell'Arabia;
- al-Khansāʾ, autrice di numerose elegie per la morte in battaglia dei suoi fratelli;
- Labīd che una volta convertitosi all'Islam smise di comporre versi;
- Kaʿb ibn Zuhayr la cui qaṣīda più famosa è la Burda.
- Ḥassān ibn Thābit che una volta convertitosi divenne il poeta ufficiale di Maometto

## L'inizio del periodo islamico (622-750)
Il Corano, testo rivelato da Dio al profeta Muḥammad, oltre che documento culturale, che ha influito su tutta la vita religiosa, etica, sociale e politica dell'Islam fino ai nostri giorni, ha costituito anche un testo letterario fondamentale. Redatto in lingua araba, in una prosa ritmata (sajʿ) propria già in epoca preislamica di vaticini e presagi, è considerato dai musulmani opera di Allah, del Dio unico, e quindi modello anche linguistico. Tanto è vero che i primi grammatici ebbero proprio il Corano come testo basilare per la costruzione teorica della grammatica araba.
Maometto pur diffidando dei poeti che, sfruttando con arte il potente valore evocatore del linguaggio, facevano sembrare vero quello che vero non era, ebbe al suo fianco alcuni poeti famosi che si convertirono all'Islam, fra cui Hassān ibn Thābit, panegirista e descrittore della vita e della natura. Anche altri poeti, nati prima dell'avvento dell'Islam, si convertirono alla nuova religione; fra questi ricordiamo Kaʿb b. Zuhayr, Labīd, Abū Miḥjan e al-Khansāʾ, la più famosa poetessa araba.
All'epoca degli Omayyadi gli studi coranici, filologici e le prime traduzioni di opere greche si svilupparono nelle scuole, le madrase, di Bassora e di al-Kufa. In queste due città, opposte in ambito politico, si sviluppò un'ampia elaborazione intellettuale su numerosi temi, tanto da farne i centri culturali del mondo islamico del tempo. Per esempio è a Bassora che nacque il mutazilismo.
Per quanto riguarda la poesia non a caso nei suq di Bassora e di Kufa i poeti dell'epoca, recitavano, sfidandosi, i loro componimenti ormai distaccati dalla vita del deserto e rinnovati nei temi in quanto riflessi della vita cittadina. Basti ricordare a tal proposito al-ʿAjjaj, Ruʿba, al-Farazdaq, Jarir e al-Akhṭal.

Già nel primo secolo dell'era musulmana in Arabia, accanto alla qaṣīda si sono diffuse poesie monotematiche che, secondo alcuni studiosi occidentali avrebbero avuto origine dai singoli temi che costituivano la qaṣīda. Per esempio il nasīb, il preludio amoroso, sarebbe all'origine dei componimenti amorosi che si affermarono in seguito in tutto il mondo arabo. Fra i numerosi poeti d'amore ricordiamo Jamīl, ʿUmar ibn Abī Rabīʿa, al-Aḥwaṣ.
Sempre a Bassora operò Ibn al-Muqaffaʿ (720-757), considerato il primo autore che ha scritto in arabo. Questi, di origine iranica, è autore di numerose opere in arabo fra cui Kalila wa-Dimna traduzione ampliata da un testo pahlavi che a sua volta era la traduzione del Pañcatantra, testo indiano del 300 d.C. ca.
L'importanza della figura di Maometto si riflette anche nella nascita della storiografia. Infatti è in questo periodo che viene scritta la biografia del Profeta, la storia delle sue campagne militari (maghāzī) e la raccolta di quanto avesse detto e fatto ḥadīth. Così è in questa fase storica che è stata scritta la più importante biografia del profeta Maometto redatta da Ibn Ishāq (704 - 767 ca.) e che ci è però giunta in una revisione successiva compiuta da Ibn Hishām (m. 833). 
Si cominciarono anche a raccogliere gli ḥadīth, ovvero i detti e i fatti del Profeta Maometto, Le raccolte più antiche di ḥadīth ci sono giunte, in modo frammentario, grazie ad autori dell'epoca seguente che, dopo aver sottoposto tale materiale ad una analisi critica hanno redatto poderose opere che costituiscono una delle basi della teologia, della giurisprudenza (fiqh) e di tanti aspetti della vita dei musulmani.

## Il periodo classico (750-1050)

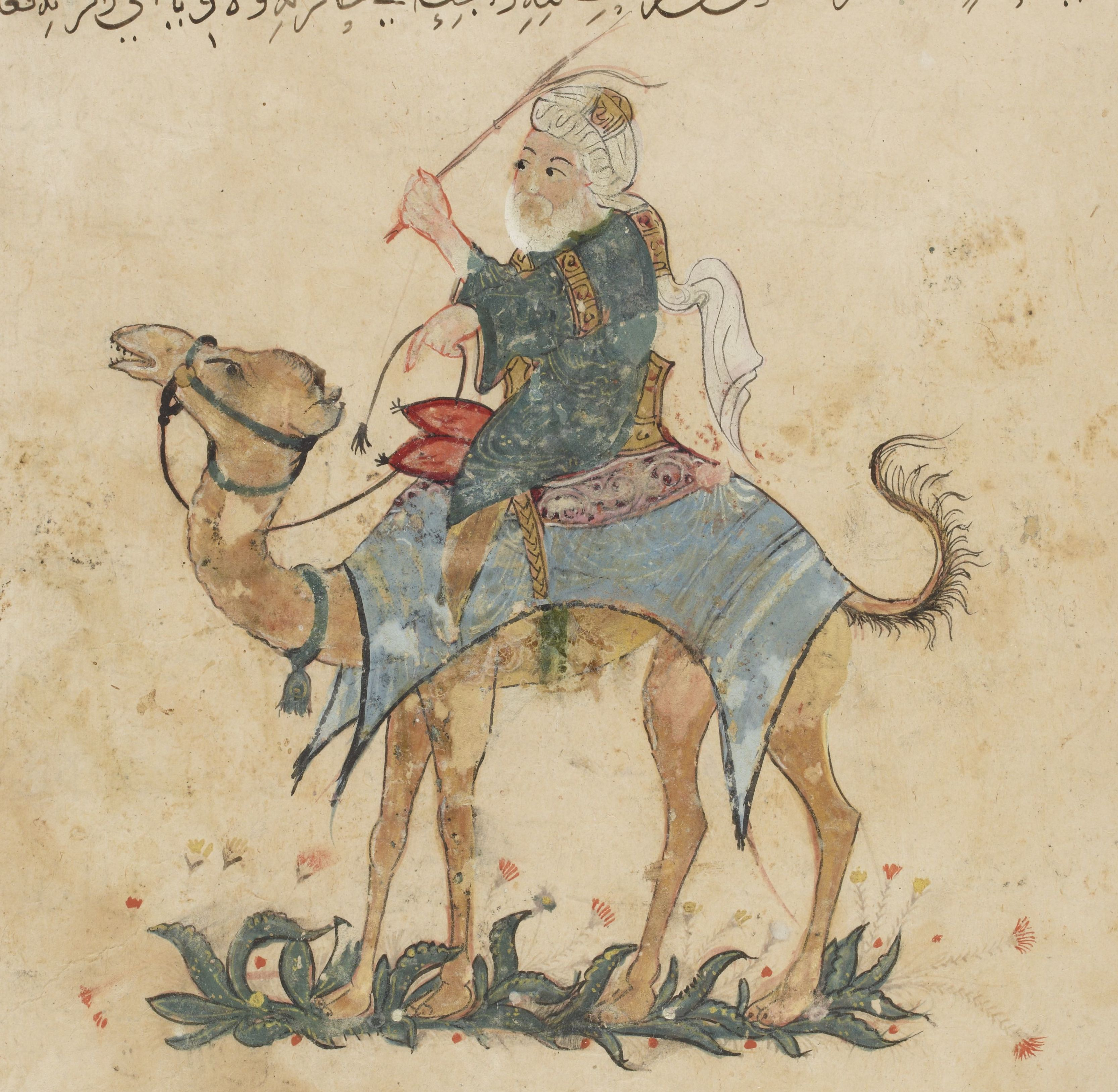
Immagine erroneamente creduta di Ibn Baṭṭūṭa su un manoscritto delle Maqāmāt di al-Ḥarīrī.

Con la presa del potere nel 750 da parte degli Abbasidi il Califfato raggiunse la massima espansione, dal Portogallo all'India. Nel X secolo però questo ampio territorio si frantumò dando origine a potentati locali più o meno indipendenti dal califfo abbaside che aveva per capitale Baghdad. Si trattò di principati diversi ma anche di califfati rivali quali quello dei Cairo e quello degli Omayyadi di Cordova.
A questo lungo periodo storico corrisponde, per quanto riguarda la letteratura, il periodo classico prima e quello delle autonomie locali poi.
In questa situazione l'Islam e la sua cultura venne a contatto con culture diverse: in primo luogo con quella bizantina, siriaca e persiana e, in seguito con quella indiana e cinese imparando a conoscere oltre agli ebrei, ai cristiani d'Oriente e ai manichei anche i cristiani dell'Europa e i buddisti. L'avidità di sapere e il desiderio di riscattarsi da una primitiva rozzezza, tipica della vita nel deserto, uniti all'atteggiamento positivo dell'Islam verso il progresso tecnico e scientifico, trasformarono gli Arabi nei continuatori dell'eredità culturale greca e non solo da cui, in seguito, trasse beneficio lo stesso Occidente cristiano.
Nella prima epoca abbaside, cioè la seconda metà dell'VIII secolo e la prima parte del IX, nacque e si sviluppò l'adab, la letteratura di adab, con cui si voleva istruire ed educare la nuova classe dirigente del califfato e di cui al-Jāḥiẓ (776-868) è considerato il maggior rappresentante.
Nel IX secolo le due scuole di Bassora e Kufa finirono per cedere il passo a quella di Baghdad, dove, a differenza di quanto era avvenuto in precedenza, si sviluppò lo studio della medicina, della matematica, grazie ad al-Khwārizmī, come pure della dell'astronomia e della geografia il cui primo testo è opera di Ibn Khurdadhbih (m. ca. 885). Oltre a opere di geografia vanno ricordate le narrazioni di viaggi, tra cui quella dell'ebreo spagnolo Ibrāhīm ibn Yaʿqūb, che nel 965 assistette a Magdeburgo ad un'udienza dell'imperatore Ottone I di Sassonia.
Nello stesso tempo continuò a fiorire la letteratura teologica, con la raccolta, iniziata già nell'epoca precedente come si è detto, delle tradizioni relative al Profeta.
Con gli Abbasidi a seguito della necessità di narrare e tramandare le vicende del califfato si iniziò a redigere opere sulla storia civile. Così al-Balādhurī (m. ca. 892) scrisse la prima opera di storia non legata alla figura del Profeta bensì alla storia profana. Da quel momento la storiografia attrasse un gran numero di cultori a iniziare da al-Yaʿqūbī (m. 897) e al-Ṭabarī (839-923) a cui fece seguito, nel X secolo, quella di al-Masʿūdī (m. 956).
La letteratura profana ebbe come protagonista Al-azdi.
La poesia anche in questi secoli ha continuato ad essere coltivata in tante forme. Infatti accanto alla qaṣīda pur talvolta modificata nei temi, si sviluppò sempre più una poesia monotematica come la poesia d'amore o la poesia bacchica grazie all'attività di numerosi poeti.
I poeti più importanti di questo periodo sono: 
- Rabi'a (ca. 714-801) primo poeta mistico.
- Bashshar b. Burd (714-784) poeta d'amore.
- Abū Nuwās (766-814 ca.) poeta d'amore e bacchico.
- Abū l-ʿAtāhiya (m. 828) poeta d'amore in una prima fase della sua vita, ha scritto poesia moraleggiante nella seconda fase.
- Abu Tammam (800-845 ca.) poeta tradizionale.
- al-Buhturi (820-897) poeta tradizionale.
- Ibn al-Rumi (836-896 ca.) compositore di numerosi versi occasionali in cui ampio spazio ha la descrizione di oggetti legati alla quotidianità.
- al-Hallaj (ca. 858-922) importante mistico musulmano che ha lasciato anche numerosi versi in un suo Dīwān.[8]
- Ibn Hazm (994-1064) poeta andaluso d'amore.

Con la diffusione di poesie dai temi, dal linguaggio e dalle strutture diverse e nuove iniziarono discussioni circa il valore di tale patrimonio. Il saggista e divulgatore Ibn Qutayba (828-889), di origine iranica, è stato il primo a interessarsi alla critica letteraria, diremmo oggi, cercando di delineare i criteri estetici con cui valutare e le opere poetiche entrando anche nel dibattito sorto fra i tradizionisti e i modernisti a cui avrebbe partecipato anche Ibn al-Mu'tazz (861-908).

## Il dominio persiano e turco (1050-1700)
Se la massima parte di autori che si espressero in lingua araba, a partire dal II secolo dell'Egira (VIII-IX secolo), furono i Persiani - che peraltro dettero inizio nello stesso periodo a una nuova letteratura persiana che si esprimeva in una lingua letteralmente infarcita di voci arabe - ad essi si aggiunsero dal IX-X secolo i Turchi, islamizzatisi durante il periodo califfale abbaside. In questo periodo si svilupparono tre stili: la prosa ritmata, tipica delle epistole; la prosa fiorita, caratteristica della fantasia creativa; la prosa letteraria, usata negli apologhi e nella storiografia.

All'arrivo nel 1055 dei Selgiuchidi a Baghdad, il califfato abbaside conservò solo il potere spirituale. La situazione politica si ripercosse così anche sulla letteratura, accentuando il processo di regionalizzazione e abbassando il livello di purezza linguistica. Ciò nonostante, nel periodo, si espressero diversi grandi artisti quali il mistico al-Ghazālī, il prosatore al-Ḥarīrī, il poeta Ibn Quzmān, il geografo Yāqūt compilatore del vasto Dizionario delle contrade (Muʿjam al-buldān).
Nel periodo si contano numerose le biografie di Saladino, le storiografie universali ma anche regionali e cittadine, mentre rappresenta un caso unico il dizionario biografico dell'Islam compilato da Ibn Khallikān. Tra i filosofi emersero il cordovano Ibn Rushd, che gli europei chiamarono Averroè, e il persiano Ibn Sinâ, detto Avicenna.

Poco prima del 1258, ricevettero nuovi impulsi la letteratura scientifica, la filologia e la storiografia, anche se si iniziarono a replicare modelli precedenti.
Il saccheggio di Baghdad ad opera dei Mongoli di Hulegu, datato 1258, e in generale le invasioni da Oriente, segnarono l'inizio in quelle regioni di una lunga decadenza a cui si sottrassero l'Egitto e la Siria, almeno fino al 1517 quando i Mamelucchi circassi caddero anch'essi sotto il dominio turco-ottomano. I letterati egiziani tra il XIII ed XV secolo vanno dai freddi formalisti ed i benemeriti compilatori enciclopedici, ma le personalità di rilievo sono scarse, anche perché nel secolo successivo andrà perfezionandosi la forma narrativa anonima di cui sono un esempio Le mille e una notte nel cui materiale eterogeneo la critica distingue almeno tre nuclei narrativi: indo-iranico, iracheno e cairino.
Anche al-Andalus e il Maghreb restarono immuni dal flagello mongolo, e fino al XIV secolo rimasero attivi focolari culturali che diedero modo di esprimersi a storiografi come Lisān al-dīn Ibn al-Khaṭībī, e a geografi come Ibn Baṭṭūta.

## Rinascita della cultura araba

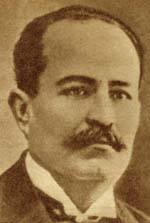
Jurji Zaydān

Dalla campagna napoleonica d'Egitto, che corrispose al risveglio di una coscienza etnica, ci fu una contestuale rinascita della cultura e della letteratura araba, accelerata dopo il 1850 dalla diffusione della stampa periodica. Oltre ad una ricca saggistica dialettale, i popoli arabi si affidarono ad un'unica lingua colta per la loro rinascita, i primi letterati di gusto moderno furono in Siria e Libano, tra cui il romanziere cristiano Jurji Zaydān e successivamente il poeta romantico Elias Abu Shabaki. In Egitto la poesia si modernizzò cautamente, compiendo poi un ulteriore passo con l'opera di Abū Shādī. Un importante contributo al rinnovamento di schemi e di temi, ripresi dalla tecnica espressiva di Walt Whitman, fu dato dagli emigranti arabi in USA e Brasile, rappresentanti della cosiddetta scuola siro-americana (Associazione della Penna), quali Jubrān Khalīl Jubrān (Kahlil Gibran), Amīn al-Rīḥānī (Ameen Rihani), Mikha'il Nu'ayma (Mikhail Naimy), Īlīyā Abū Māḍī (Elia Abu Madi o anche Elia D. Madey).

Di pari passo con la poesia, si modernizzò anche la prosa che trovò la valente collaborazione di importanti pubblicisti soprattutto egiziani, che aiutarono la crescita del saggio come opera letteraria. Quanto alla narrativa, il primo romanzo di ambiente moderno fu Zaynab di Muḥammad Ḥusayn Haykal pubblicato in Egitto nel 1914, seguirono i primi saggi di novella realistica, ritraenti la vita delle varie classi sociali. Su quest'ultimo esempio si è sviluppata in seguito la novellistica anche in Siria, Libano, Iraq. Nel teatro è invece rimasta piuttosto isolata l'opera dell'egiziano Tawfiq al-Ḥakīm, autore di circa una cinquantina tra commedie, drammi, fantastici o realistici a sfondo politico-sociale.

## Letteratura contemporanea (1700-oggi)

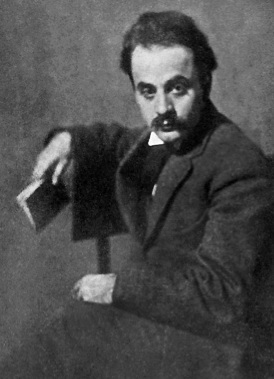
Khalil Gibran

In epoca contemporanea, la poesia ha continuato ad occupare un posto privilegiato fra i generi letterari sviluppati dalla letteratura araba. In Egitto fu la rivista Apollo a farsi portatrice di un rinnovamento della poesia, sia nelle forme che nel contenuto, mentre nel Libano una funzione simile fu assunta dai poeti che sostenevano il periodico Shiʿr (Poesia), il disimpegno dagli schemi tradizionali è anche uno dei caratteri più marcati dell'opera di Alī Ahmad Sa'īd, noto con lo pseudonimo di Adunis.
Tutti questi poeti sono confluiti in una comune avanguardia svincolandosi dai vecchi canoni e lanciandosi alla conquista di una poesia che non fosse astrazione dalla realtà.
In tal senso fu l'improvvisa corsa al rinnovamento della scuola irachena, che nello spazio di pochi decenni superò le correnti tradizionaliste, affermandosi grazie ad autori come ʿAbd al-Wahhāb al-Bayātī. Antesignana della corrente che esaltò il verso libero a scapito degli schemi classici di componimento, la scuola irachena annovera tra i suoi principali esponenti la poetessa Nāzik al-Malāʾika.
Più impegnati alla rappresentazione della propria condizione sono stati i poeti palestinesi, in cui emerge il grido di dolore contro quanti hanno contribuito a privarli della patria.
Nel settore prosastico, la stampa periodica araba ha contribuito con efficacia allo sviluppo del racconto, della novella e della saggistica critica, i cui esponenti più conosciuti sono Kāmil Husayn, Nağīb Maḥfūẓ, Ṣuhayr Qalamāwī. I rappresentanti di questa narrativa si sono impegnati sia in un realismo di alta scuola, tributario di analoghe correnti occidentali, sia nel crepuscolarismo, ma anche in schieramenti ideologici socialisteggianti.
Interessante è anche il panorama siriano, in cui si è puntato molto sull'avanguardismo: ideologie politiche, correnti letterarie, rinnovamento sociale, pur conservando forti correnti tradizionaliste in perenne antagonismo con le forze progressiste. I prosatori siriani che vanno ricordati sono sicuramente Zakariyyā Tāmir, Shāmil al-Rūmī. In Iraq invece, narratori e prosatori appaiono ancora oggi come nel passato sensibili alla narrativa russa ed inglese, rimanendo spesso a servizio delle riforme sociali.
ʿAbd al-Raḥmān Munīf è invece uno scrittore di padre saudita e di madre irachena, nato in Giordania, ha studiato a Baghdad e al Cairo e vissuto in Siria, tipico rappresentante di quell'internazionalismo arabo, non identificabile in un solo Stato.
Nel panorama moderno, e in particolar modo a partire dal XIX secolo, l'affermazione delle donne nel campo letterario ha segnato una svolta significativa nella letteratura araba. Tra queste, emerge Maryana Marrash dalla Siria, pioniera nella fondazione di saloni letterari che aprirono le porte a nuove forme di dialogo intellettuale tra uomini e donne. Zaynab Fawwaz, che si distinse per la sua audace produzione letteraria e per il suo impegno nel campo dei diritti femminili. Hoda Sha'rawi, egiziana, ricordata per i suoi scritti che riflettono la lotta per l'emancipazione delle donne arabe e infine, Mayy Ziyade, di origine libanese ma attiva principalmente in Egitto.

## Premi Nobel per la letteratura di lingua araba

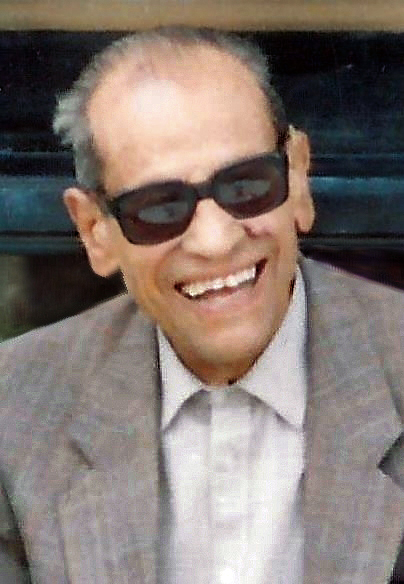
Nagib Mahfuz. Premio Nobel per la letteratura 1988

- Nagib Mahfuz (1988,  Egitto)

### Opere di pionieri
- F. De' Bardi, Storia della letteratura araba sotto il califfato, Le Monnier, Firenze 1846.
- I. Pizzi, Letteratura araba, Hoepli, Milano 1903.

### Storie letterarie moderne
- (FR)  Régis Blachère, Histoire de la Littérature arabe des origines a la fin du XVe siècle de J.-C., Adrien Maisonneuve, Paris 1964, 3 voll.
- F. Gabrieli, La letteratura araba, Sansoni-Accademia, Firenze-Milano 1967.
- I. Camera d'Afflitto, La letteratura araba contemporanea. Dalla nahḍa a oggi, Carocci, Roma 1998.
- Daniela Amaldi, Storia della letteratura araba classica, Zanichelli, Bologna 2004, ISBN 978-88-08-07661-8.
- Roger Allen, La letteratura araba, traduzione di B. Soravia, il Mulino, Bologna 2006.
- I. Camera d'Afflitto, Letteratura araba contemporanea, Jouvence, Roma 2007.
- Heidi Toelle, Katia Zakharia, Alla scoperta della letteratura araba. Dal VI secolo ai nostri giorni, traduzione di Gianni Schilardi e Pamela Serafino, Lecce, Argo, 2010, ISBN 978-88-8234-377-4
  - Edizione originale: (FR)  Heidi Toelle, Katia Zakharia, À la découverte de la littérature arabe du VIe siècle à nos jours, Paris, Flammarion, 2003
- Daniela Amaldi, La letteratura araba dall'oralità all'amore per il patrimonio arabo, Collana didattica n. 20, Roma, Istituto per l'Oriente C.A. Nallino, 2022.

### Antologie
- A. Pozzoli, Storia e antologia della letteratura araba, Sonzogno, Milano 1912 (?).
- F. Gabrieli-V. Vacca, Antologia della letteratura araba, Sansoni-Accademia, Firenze-Milano 1976.
- A.D. Langone (a cura di), Lo spettatore. Breve antologia di scrittori siriani, Hoepli, Milano, 2012.
- G. Soravia, La letteratura araba. Autori, idee, antologia, CLUEB, Bologna 2005.
- Daniela Amaldi, Raoudha Mediouni, Crestomazia araba, Istituto per l'Oriente C.A. Nallino, Roma, 2009.
- F. Medici (ed.), Poeti arabi della diaspora. Versi e prose liriche di Kahlil Gibran, Ameen Rihani, Mikhail Naimy, Elia Abu Madi, presentazione di K.J. Boloyan, prefazione di A.A. Rihani, con due poesie musicate dai Malaavia, Stilo Editrice, Bari 2015.
- M. Avino, I. Camera d'Afflitto, A. Salem (a cura di), Antologia della letteratura araba contemporanea. Dalla Nahda a oggi, collana "Aulamagna", Roma, Carocci, 2020, ISBN 978-88-290-0148-4 [collana "Studi Superiori", 2015].